# Valérie Cabanes
Valérie Cabanes (pronunciare Cabanès) (Pont-l'Abbé, 1969) è un avvocato e ambientalista francese, saggista, specializzata in diritto internazionale e nella difesa dei diritti umani,  tra i proponenti dell'idea di far riconoscere l'ecocidio come un nuovo crimine contro la pace e la sicurezza umana Con un team leagle nel 2018 ha citato in giudizio il governo francese per la lentezza nell'affrontare il cambiamento climatico.
È membro dell'Advisory Board della ONG Stop Ecocide International e membro del Comitato Direttivo dell'Alleanza Globale per i Diritti della Natura  (GARN). È co-fondatrice dell'associazione Notre affaires à tous, che lavora per stabilire la giustizia climatica, e del programma interattivo Wild legal, una scuola per i diritti della natura.

## Biografia
Nata a Pont-l’Abbé, in Bretagna, nel 1969, è diventata un avvocato specializzato in diritto internazionale.
Valérie Cabanes ha trascorso 18 anni alla guida di programmi internazionali sulla salute e sui diritti umani per le persone in situazioni vulnerabili. Dal 2006 al 2012 ha partecipato alla difesa dei diritti delle popolazioni indigene del Canada e del Brasile e in tale veste ha prodotto rapporti dibattuti al Consiglio dei diritti umani delle Nazioni Unite e al Parlamento europeo..
Nel 2013, lei e altri 6 volontari hanno lanciato un'iniziativa su un progetto di direttiva europea sul crimine di ecocidio ai sensi del diritto internazionale. Questo obiettivo richiederebbe il riconoscimento che il danneggiamento di un ecosistema è un crimine e includerebbe l'idea di danneggiamento di cose che non appartengono a nessuno. Anche oggetti che si dice siano comuni come l'Antartide, l'atmosfera o l'acqua di mare potrebbero essere danneggiati dall'ecocidio.
Nel 2015 ha partecipato alla stesura della bozza della Dichiarazione Universale dei Diritti dell'Umanità presentata a François Hollande (pubblicata da Editions du Chêne nel novembre 2016). Poi, su iniziativa dell'ecologista Marie Toussaint, ha co-fondato con nove ecologisti e avvocati Notre affaires à tous, la ONG di cui è presidente onorario. NAAT “lavora per l'instaurazione della giustizia climatica” e agisce in campo giuridico al fine di “applicare e migliorare la normativa vigente, in particolare quella del diritto ad un ambiente sano”. Ha inoltre aiutato una delegazione internazionale di rappresentanti indigeni a redigere 17 raccomandazioni per i Capi di Stato presenti alla COP21 in collaborazione con la ONG Planète Amazone. Dal 2016 è consulente delle Nazioni Unite sul programma Harmony with Nature  e fa parte del consiglio di amministrazione dell'Alleanza globale per i diritti della natura con l'obiettivo di rendere la natura un soggetto di diritto.
Nel 2016 ha pubblicato il suo lavoro "Un nouveau droit pour la Terre. Pour en finir avec l'écocide: Pour en finir avec l'écocide".
Nel 2018 si unisce ad un team legale che cita in giudizio il governo francese per non aver affrontato il cambiamento climatico il più rapidamente possibile.  Nel febbraio 2021 i tribunali hanno stabilito che il governo non aveva rispettato i suoi budget di carbonio ed era colpevole. Inoltre i tribunali hanno stabilito che il governo dovrebbe prendere "tutte le misure utili" per recuperare terreno entro la fine del 2022.
Nel 2020, è entrata nel gruppo di esperti internazionali, incaricato dalla Stop Ecocide Foundation di scrivere una definizione legale di ecocidio.

### Idee sviluppate nei suoi saggi
Valérie Cabanes ritiene che l'uomo abbia il dovere di proteggere il pianeta e tutti gli esseri viventi e di riconciliarsi con la natura. Anche se sostiene che si tratti soprattutto di una presa di coscienza personale, è convinta che il diritto possa accompagnare questo cammino riconoscendo la natura come soggetto di diritto. La sua priorità è far riconoscere gli attacchi più gravi all'ambiente e al sistema Terra nel suo insieme (collasso della biodiversità, riscaldamento globale, esaurimento delle risorse, inquinamento, distruzione degli habitat naturali, ecc.) come reato di ecocidio ai sensi del diritto penale internazionale; un crimine che colpisce tutte le specie viventi e in particolare la specie umana che oggi è minacciata di estinzione. In modo che i responsabili, e i governi che li sostengono, possano finalmente essere determinati nell'evitare che questi crimini rimangano impuniti.

## Opere principali
- Un nouveau droit pour la Terre: pour en finir avec l'écocide, Seuil 2016
- Homo natura: en harmonie avec le vivant, Buchet/Chastel, 2017